# Ben X
Ben X är en belgisk-nederländsk dramafilm från 2007. Filmen är baserad på romanen Nothing Was All He Said av Nic Balthazar, som också regisserat filmen. Ben X handlar om en tonårspojke med Aspergers syndrom (spelad av Greg Timmermans) som avlägsnar sig in i fantasins värld för att fly mobbning. Filmens titel är en referens till leet-versionen av den flamländska frasen "(ik) ben niks", som betyder "(jag) är ingenting".
Romanen är inspirerad av den sanna historien om en pojke med autism som begick självmord på grund av mobbning.

## Handling
Ben (Greg Timmermans) är en tonårig pojke som ofta blir mobbad i skolan. För att undkomma sin bistra verklighet vänder han sig till en virtuell värld genom att spela ett online-spel, Archlord. I spelet är han en självsäker och modig hjälte. Dessutom samarbetar han med en annan online-användare känd som Scarlite.
En dag blir Ben mobbad igen. Under rasten, drar en mobbare upp Ben på ett bord, och drar ned hans byxor, medan klasskamraterna registrerar händelsen på sina mobiltelefoner. Med grymma anmärkningar och retande från sina klasskamrater, blir Ben så förnedrad och frustrerad att han krossar ett fönster med en stol. Ben skickas omedelbart till rektorns kontor, där rektorn ber Ben att förklara händelsen. Ben, som inte säger något, lämnar frågan olöst. Under denna scen, visar det sig att Ben har fått diagnosen Aspergers syndrom, en form av autism. Saker blir värre för Ben när klassen publicerar händelsen på internet. Eftersom han redan är upprörd över sitt liv i allmänhet, är Ben redo att lämna sin virtuella värld bakom sig, och berättar för Scarlite att han är redo för "slutspel". Berörd skickar Scarlite ett videomeddelande till Ben X (Scarlite har ingen aning om hur Ben ser ut) och säger att det inte finns ett slutspel, om det inte finns en healer. Scarlite ber honom sedan att möta henne vid järnvägsstationen.
Vid järnvägsstationen ser Ben Scarlite, men går inte fram till henne. Scarlite, som förmodar att Ben inte dök upp alls, går till tåget. Ben följer Scarlite på tåget och sätter sig bredvid henne, nervös och upphetsad på samma gång. Precis som tåget närmar sig Bryssel frågar Scarlite Ben (på franska) om han är okej. Ben svarar inte och går iväg, och lämnar Scarlite bakom sig. Att inte ha pratat med Scarlite gör att Ben funderar på begå självmord genom att hoppa från plattformen. När Ben är redo att hoppa, dras han tillbaka och det visar sig att det var Scarlite som gjorde det. Hon berättar senare till Ben att han kan välja att antingen ge upp och ta sitt eget liv eller hämnas och slåss, precis som han skulle göra i Archlord. Men, för att fatta ett beslut, måste han göra upp en plan.
Ben ber sina föräldrar att hjälpa till. Han har beslutat att begå självmord genom att hoppa av färjan. Han gör det, och fångar självmordet på ett videoband. Efteråt hålls en begravning för Ben, där alla, inklusive mobbarna, är närvarande. När begravningen är på väg mot sitt slut, ändrar videon sedan till Ben och hans tal (som verkar vara ett självmordsbrev). I videon visas det vad mobbarna liksom de inblandade klasskamraterna har gjort mot honom i skolan då de drog ned hans byxor. Sedan, till allas chock, framkommer det att Ben är levande. Det visar sig att Ben hade valt att ta hämnd på mobbarna genom att fejka sitt eget självmord. Det framkom att när han hoppade av färjan, hade hans föräldrar tagit emot honom på nedre våningen, som en del av planen.
Efteråt är Ben, hans mor, hans bror och Scarlite på en hästranch på landet. Hästinstruktören visar Ben hur man kan bli vän med hästen och säger till honom: "Du måste lära dig att känna, för att må bra". Ben vidrör hästen försiktigt, gör precis som instruktören sa till honom och känner sig glad. Ben går då till Scarlite och pratar med henne. Hästinstruktören ser förbryllad ut, eftersom det visar sig att Ben faktiskt talar för sig själv. Bens mamma berättar då till hästinstruktör att allt är bra och att Ben är lycklig.